# Groß Langerwisch
Groß Langerwisch ist ein bewohnter Gemeindeteil der Gemeinde Groß Pankow im Landkreis Prignitz in Brandenburg. Es gehört zum Ortsteil Helle.

## Geografie und Verkehrsanbindung
Groß Langerwisch liegt nordöstlich des Kernortes Groß Pankow an der B 189 und der  Kreisstraße K 7027. Südlich fließt die Dömnitz, ein linker Nebenfluss der Stepenitz.  Der Ort hatte einen Haltepunkt an der eingleisigen Bahnstrecke Pritzwalk–Suckow, die hier seit 2018 stillgelegt ist.

## Sehenswürdigkeiten
Als Baudenkmale sind ausgewiesen (siehe Liste der Baudenkmale in Groß Pankow (Prignitz)#Groß Langerwisch):
- Gutsanlage mit Gutshaus und Scheune: Das ehemalige um 1830 erbaute Herrenhaus ist eingeschossig und hat elf Achsen, der Mittelrisalit ist zweigeschossig. Die Fassade der im Jahr 1856 erbauten Scheune ist mit Backstein gegliedert. Letzte Gutsbesitzer war die Familie Gans zu Putlitz der Linie Putlitz-Burghof-Laaske.
- Der Gutspark wurde im 19. Jahrhundert angelegt.